# Flatwoods Monster

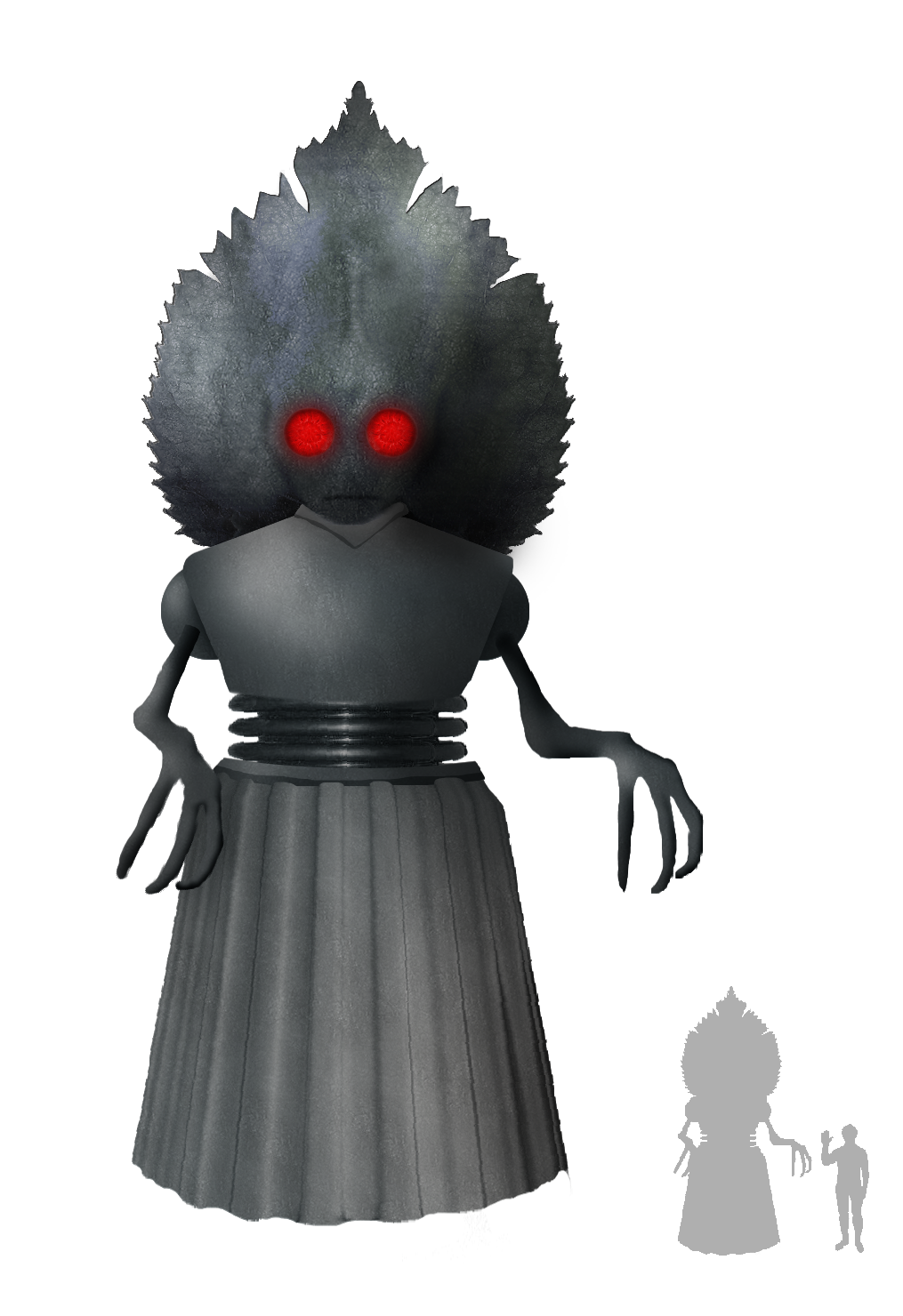
Flatwoods monster

Flatwoods Monster  ist ein fiktives außerirdisches oder kryptisches Wesen, das am 12. September 1952 in der Nähe von Flatwoods, Braxton County, West Virginia, USA gesichtet worden sein soll.

## Erscheinungsbild
Flatwoods Monster ist eine etwa 2,10 m hohe Kreatur (nach anderen Angaben auch 3 m) mit einem grünen Körper und einem roten Kopf mit glühend roten Augen. Der Kopf wurde von den Zeugen der Sichtung als sehr langgestreckt und diamantförmig beschrieben. Die Finger des Wesens sollen an Klauen erinnert haben. Insgesamt wurde die Kreatur als unmenschlich dargestellt, nicht zuletzt deshalb, weil sie sich anscheinend schwebend oder fliegend fortbewegte.

## Verlauf der Sichtung
Über die nachfolgenden Ereignisse gibt es unzählige, verschiedene teilweise voneinander abweichende Versionen. Die Angaben beziehen sich daher auf die Informationen des Ufologen Gray Barker, dem angeblich auf Kassette  aufgenommene Interviews aller Beteiligten vorlagen. Die Angaben unterscheiden sich vor allem auch im Hinblick auf die Größe der Gruppe; so waren die Kinder zum Teil allein und zum Teil in Begleitung.
Abends gegen 19:15 Uhr spielten Jugendliche auf dem örtlichen Schulhof Fußball. Plötzlich schwebte ein UFO über sie hinweg und landete auf einem Hügel nahe der  Bailey Fisher Farm. Daraufhin liefen die Jugendlichen zur Kosmetikerin Kathleen May. Dort besorgten sie sich eine Taschenlampe und liefen gemeinsam zu dem Hügel. Die Gruppe bestand aus Mrs. May, ihren beiden Söhnen Eddie und Freddie, Neil Nunley, Gene Lemon, Tommy Hyer und Ronnie Shaver, sowie Lemons Hund, der nach einigen Angaben vorauslief.
In der Nähe des Hügels sahen sie schließlich ein rotes Licht und wollten sich in dessen Richtung bewegen, bis Lemon plötzlich zwei rot glühende Augen wahrnahm, die seiner Meinung nach von einem Lebewesen stammen mussten. Mit seiner Taschenlampe leuchtete er daher in dessen Richtung. Im Licht der Taschenlampe erblickten sie nun eine große Kreatur, die später den Namen „Flatwoods Monster“ bekam. Sie war von einem dunklen Nebelhauch umgeben. Sie konnten das Monster jedoch nur für einen kurzen Moment beobachten, bis es sich plötzlich mit einem zischenden Geräusch auf die Gruppe zubewegte, worauf Lemon vor Angst schrie und die Taschenlampe fallen ließ. Gemeinsam flüchtete die Gruppe.
Als der örtliche Sheriff von der flüchtenden Gruppe über das Ereignis informiert wurde, untersuchte er angeblich die Absturzstelle, konnte aber nichts finden. Er entschied sich am nächsten Morgen abermals die Stelle zu untersuchen. Wieder war dort ein dunkler Nebelhauch. Vom Flatwoods Monster gab es aber keine Spur.

## Erklärungsversuche
Die meisten Untersuchungen gehen heute davon aus, dass es sich beim Flatwoods Monster lediglich um eine Eule handelte, die möglicherweise auf einem Baum saß und/oder auf die Personen zu flog. Hierbei wird argumentiert, dass insbesondere die Kinder die Größe des Objekts nur schwer abschätzen konnten. Des Weiteren fand in 80 km Entfernung tatsächlich ein Flugzeugabsturz statt, der aber aufgrund der nächtlichen Sichtverhältnisse näher aussah. Die Verbindung beider Ereignisse könnte bei Nacht und Nebel zur Sichtung des Flatwoods Monster geführt haben.

## Einschätzung
Das Flatwoods Monster wird als eine Moderne Legende eingestuft.

## Rezeption in der Popkultur
Da die Geschichte vom Flatwoods Monster jährlich Interessierte in die kleine Gemeinde zieht, wird es dort inzwischen auch touristisch vermarktet. So werden Keramik-Laternen, die in Form und Farbe an die Kreatur erinnern, verkauft. Es könne auch T-Shirts, auf denen die Figur abgedruckt ist, gekauft werden. Außerdem gibt es Kostüme in Design des Monsters.
Im Online-Rollenspiel Fallout 76 taucht das Flatwoods Monster, neben anderen Kryptiden, im postapokalyptischen West Virginia nach einem fiktiven Atomkrieg am Ende des 21. Jahrhunderts als feindliche Kreatur auf.
Das Flatwoods Monster hatte ebenfalls einen Auftritt in der Manga Reihe Dandadan, so wie in dem darauf basierenden Anime.